# Chrysolina cerealis
Espèce
Chrysolina cerealis est une espèce d'insectes coléoptères de la famille des Chrysomelidae.

## Description
Longueur 5,5 à 10 mm. Coloration du pronotum et des élytres variable, généralement vert métallique avec bandes bleues et rouges, reflets dorés.

## Habitat
Lieux sablonneux secs où les adultes et les larves se nourrissent de thyms.

## Systématique

### Synonymie
- Chrysolina carnifex melanaria (Suffrian, 1851)
- Chrysomela cerealis Linnaeus, 1767

### Ancien nom
- Oreina cerealis (Linnaeus, 1767)[1].